# Golden Earring
Golden Earring est un groupe de rock néerlandais, originaire de La Haye. 
Surnommé les « Hollandais Volants » à cause des bonds spectaculaires réalisés au-dessus de sa batterie par Cesar Zuiderwijk lors des concerts, Golden Earring est « le groupe de rock le plus ancien et le plus couronné de succès que les Pays-Bas aient jamais produit ».
Le groupe a connu plusieurs succès internationaux : Eight Miles High (1969), Radar Love (1973), Twilight Zone (1982),.
Aux Pays-Bas, où il est le groupe local le plus populaire depuis le milieu des années 60, Golden Earring décroche trente disques d'or et de platine. 
Golden Earring est l'un des premiers groupes de rock européens à effectuer une tournée aux États-Unis, en 1969. Depuis 1984, ils ont effectué plus de quinze tournées dans plus de quarante États, incluant Hawaï.
Le 5 février 2021, le groupe annonce sa dissolution à la suite de la maladie de George Kooymans. Ce dernier décèdera quatre ans plus tard, le 22 juillet 2025.

## Historique

### Débuts (1961–1969)

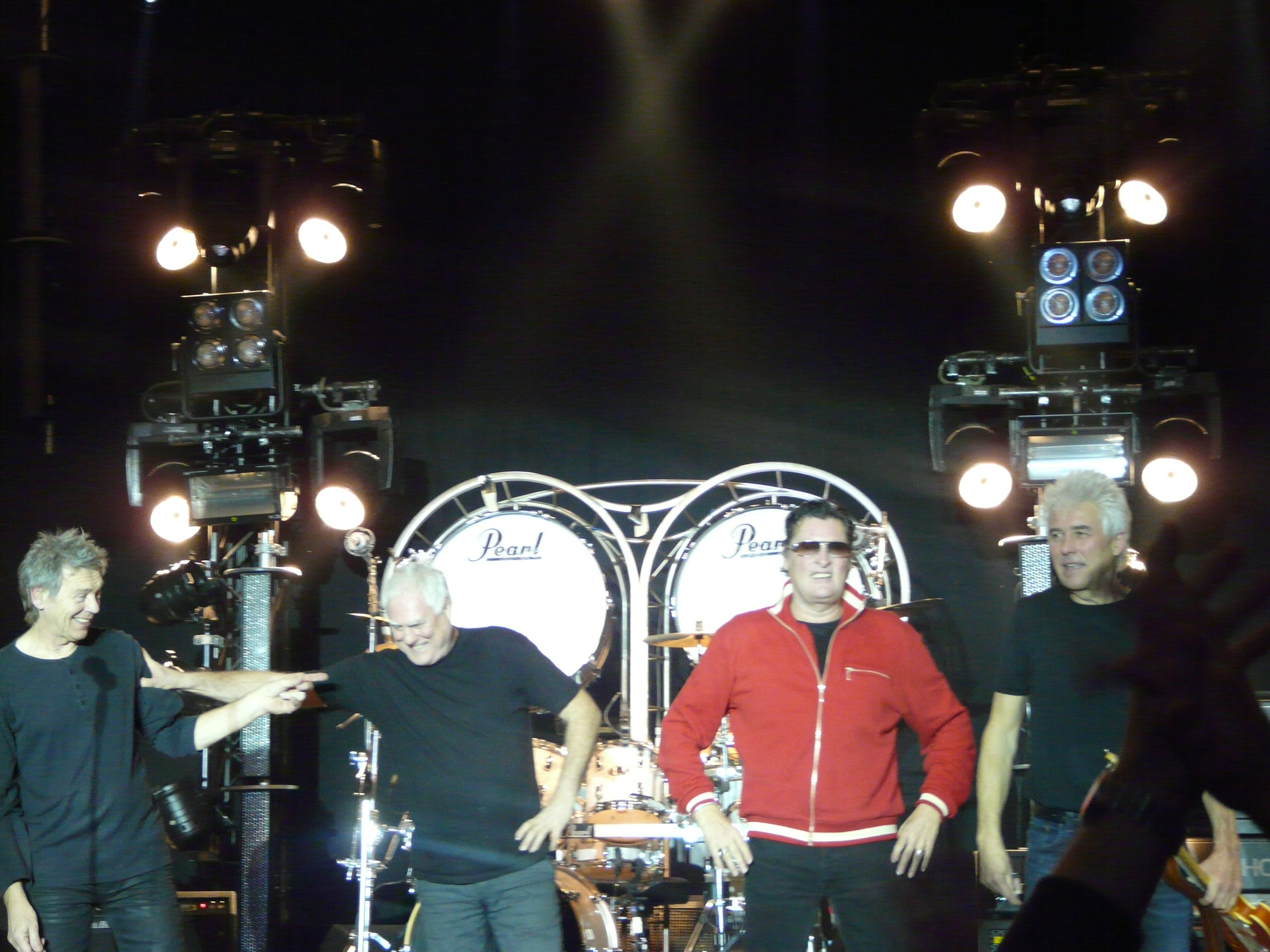
Golden Earring en concert.

Le groupe est formé en 1961 à La Haye, sous le nom de « The Golden Earrings » (avec S), d'après une chanson de Marlène Dietrich, (le 's' sera retiré par la suite en 1969). Il est formé par George Kooymans, à l'époque 13 ans, et son voisin de 15 ans, Rinus Gerritsen. Ils s'appelaient originellement les Tornados, avant de s'appeler The Golden Earrings après avoir découvert que The Tornados était déjà pris par un autre groupe. Le nom des Golden Earrings est repris d'un morceau instrumental intitulé Golden Earrings du groupe britannique The Hunters, pour qui ils ont joué en ouverture et fermeture en concert. À l'origine orienté pop-rock, et aux côtés de Frans Krassenburg au chant, et de Jaap Eggermont à la batterie, The Golden Earrings obtient le succès avec son single Please Go, enregistré en 1965. Il atteint les charts aux Pays-Bas. Insatisfaits des studios néerlandais, leur agent artistique Fred Haayen décide de leur faire enregistrer leur prochain single aux studios Pye Records de Londres. Ils y enregistrent That Day, qui atteint la deuxième place des charts.
En 1967, Barry Hay se joint au groupe, remplaçant Krassenburg au chant. L'année suivante, ils atteignent la première place des charts néerlandais avec le single Dong Dong Diki Digi Dong. Aux États-Unis, ils se font connaitre grâce au DJ de la radio East Coast FM, Neil Kempfer-Stocker. Ce single est suivi par leur premier album Eight Miles High, qui comprend une version de 18 minutes du single Eight Miles High (1966) du groupe The Byrds.

### Succès (1970–1989)

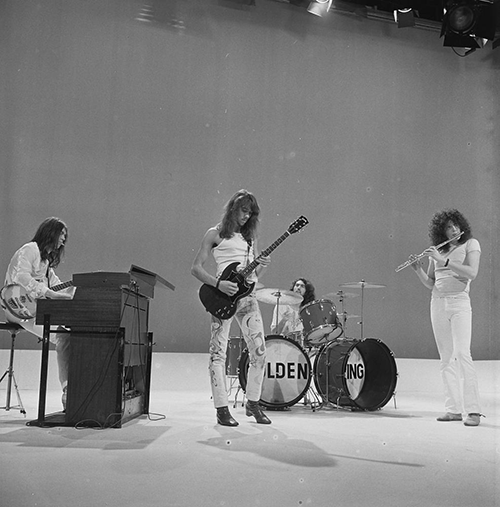
Golden Earring (1971).

En 1970, le batteur Cesar Zuiderwijk se joint au groupe, complétant ainsi la formation classique de Golden Earring. Ils jouissent d'un bref succès international dans les années 1970 grâce à la version single de Radar Love (1974), de l'album Moontan, également un succès en Europe et aux États-Unis. Golden Earring embarque pour sa première grande tournée américaine entre 1969 et 1970. 
Ils expérimentent leur style pendant plusieurs années avant de se lancer dans le hard rock pur et simple, semblable à celui des Who qui les invitent à faire la première partie de leur tournée européenne en 1972. Le chanteur des Who, Roger Daltrey, leur rendra hommage en disant « Ce groupe est trop bon pour jouer en première partie ».
Ils jouent avec Jimi Hendrix, Led Zeppelin, Procol Harum et Eric Clapton. Entre 1969 et 1984, Golden Earring réalise treize tournées américaines. À cette période, ils jouent pour Santana, King Crimson, The Doobie Brothers, Rush et .38 Special. Vers 1973–1974, à la période durant laquelle Radar Love est un hit, ils jouent aux côtés de Kiss et Aerosmith.
Golden Earring jouit encore du succès aux États-Unis avec la sortie de l'album Twilight Zone en 1982. Le clip réalisé par Dick Maas est joué par MTV dans les années 2010 aux États-Unis. Le groupe se met brièvement en pause après la sortie de l'album The Hole en 1986 pour se consacrer à d'autres projets ; Hay et Kooymans publiant des albums solo (Victory of Bad Taste et Solo, respectivement) l'année suivante. Le groupe revient pour un dernier album des années 1980, Keeper of the Flame, en 1989.

### Dernières années (depuis 1990)
Golden Earring continue de donner plus de cent concerts par an, surtout aux Pays-Bas et en Belgique, tant francophone que néerlandophone ; ils tournent également, plus épisodiquement, en Allemagne, au Luxembourg et en Suisse. Selon le fondateur du groupe, George Kooymans, qui avait seulement 13 ans à sa fondation en 1961, les grandes tournées internationales ne sont pas intéressantes sans le support de la télé et de la presse qui s'intéressent surtout aux groupes plus récents. Le groupe est l'un des plus anciens de la scène rock à être toujours en activité.
Le 11 mai 2012, le groupe publie l'album Tits 'n Ass. Il est enregistré à Londres en 2011 avec le producteur Chris Kimsey et comprend le morceau notable Still Got the Keys to My First Cadillac.
Le 5 février 2021, le groupe annonce sa dissolution à la suite de la maladie de George Kooymans, atteint de sclérose latérale amyothrophique (SLA, ou maladie de Charcot),,. 
Le 22 juillet 2025, le groupe annonce la disparition de son guitariste et chanteur George Kooymans, qui luttait contre la maladie depuis 2021.

## Derniers membres
- Rinus Gerritsen - basse, claviers (depuis 1961)
- George Kooymans - chant, guitare (depuis 1961 ; décédé le 22 juillet 2025)
- Barry Hay - chant, guitare, flûte, saxophone (depuis 1967)
- Cesar Zuiderwijk - batterie (depuis 1970)
- Fred van der Hilst – percussions (1962–1965)
- Hans van Herwerden – guitare (1962–1963)
- Peter de Ronde – guitare (1963–1966)
- Frans Krassenburg – chant (1964–1967)
- Jaap Eggermont –  percussions (1965–1969)
- Sieb Warner – percussions (1969–1970)
- Bertus Borgers – saxophone (1973–1976)
- Eelco Gelling – guitare (1973–1975, 1976–1978)
- Robert Jan Stips – claviers, synthétiseur (1974–1976, 1977–1978, 1980, 1982, 1986)
- John Lagrand – harmonica (1979)
- Menno Wessels

## Discographie

### Albums studio
- 1965 : Just Earrings
- 1967 : Winter Harvest
- 1968 : Miracle Mirror
- 1969 : On the Double
- 1969 : Eight Miles High
- 1970 : Golden Earring
- 1971 : Seven Tears
- 1972 : Together
- 1973 : Moontan
- 1975 : Switch
- 1976 : To the Hilt
- 1976 : Contraband
- 1978 : Grab It for a Second
- 1979 : No Promises No Debts
- 1980 : Prisoner of the Night
- 1982 : Cut
- 1984 : N.E.W.S.
- 1986 : The Hole
- 1989 : Keeper of the Flame
- 1991 : Bloody Buccaneers
- 1994 : Face It (Unplugged Partiel)
- 1995 : Love Sweat (Reprises)
- 1999 : Paradise In Distress
- 2003 : Millbrook U.S.A.
- 2012 : Tits 'n Ass
- 2015 : The Hague

### Albums live
- 1977 : Live
- 1981 : 2nd Live
- 1984 : Something Heavy Going Down'
- 1992 : The Naked Truth (Unplugged Live)
- 1997 : Naked II (Unplugged Live)
- 1998 : The Complete Naked Truth (Live)
- 2000 : The Last Blast of the Century
- 2005 : Naked III, Live At The Panama (Unplugged Live)
- 2006 : Live in Ahoy
- 2022 : You Know We Love You : Ahoy 2019 - Live At The Rotterdam Ahoy, Rotterdam 16th November 2019

### Singles promotionnels
- 1966 : Things Go Better With Coca-Cola / Rum and Coca-Cola (Pays-Bas - hors commerce, très rare)

### Compilations
- 1968 : Greatest Hits  (Polydor)
- 1970 : The Best of Golden Earring  (US)
- 1973 : Hearing Earring
- 1976 : Golden Earring (Polydor Special)
- 1977 : Story
- 1981 : Greatest Hits, Vol. 3
- 1988 : The Very Best, Vol. 1
- 1988 : The Very Best, Vol. 2
- 1989 : The Continuing Story of Radar Love
- 1992 : Radar Love
- 1994 : Best of Golden Earring  (Europe)
- 1998 : 70s and 80s, Vol. 35
- 2000 : Greatest Hits
- 2000 : The Devil Made Us Do It
- 2002 : Singles 1965-1967
- 2015 : 50 Years Anniversary Album